# Gyllene generationen
Gyllene generationen är en term som ofta används inom sportvärlden för att beskriva en talangfull grupp spelare eller idrottare från samma land eller område som fötts under samma år eller inom samma tidsspann. I Sverige har begreppet främst använts för de svenska spelare i Tre Kronor och NHL som föddes under början av 1970-talet eller om de fem framgångsrika idrottarna som föddes 1956 och blev kallade 56:orna.

## Basket
Det svenska damjuniorlandslag som tog brons i JEM 2006 och silver i JVM 2007 bestående främst av spelare födda 1988 har ofta kallats en gyllene generation. De spelare från dessa lag som gått vidare till seniorlandslaget inkluderar Frida Eldebrink, Lollo Halvarsson, Elin Eldebrink, Frida Aili, Agnes Nordström, Stefanie Yderström och Danielle Hamilton-Carter som alla var med och tog Sverige till basket-EM 2013 där man slutade sjua. Ett mästerskap som var Sveriges första sedan EM 1987.
87:orna Malin Aasa och Elisabeth Egnell var båda med i EM-truppen men överåriga för juniormästerskapen och kan sägas tillhöra den gyllene generationen precis som Kalis Loyd och Martina Stålvant. Senare kom nyckelspelare som Amanda Zahui och Farhiya Abdi fram och fanns med i landslagstrupperna.

## Bordtennis
Från det tidiga 1980-talet började en lång framgångsera för svensk bordtennis tack vare en generation spelare födda mellan 1960 och 1969. Med Jan-Ove Waldner, Jörgen Persson, Mikael Appelgren, Erik Lindh, Peter Karlsson, Ulf Bengtsson, Ulf "Tickan" Carlsson och Thomas von Scheele plockade man hem ett antal medaljer i OS, VM och EM. Redan i EM 1982 vann Appelgren finalen mot en 16-årig Waldner.
Man tilldelades Svenska Dagbladets guldmedalj efter lagguldet under VM 1989 i Dortmund då Sverige lyckades bryta Kinas fleråriga dominans. Detta följdes av lagguld under VM 1991, 1993 och 2000. Waldner blev individuell världsmästare vid både VM 1989 och 1997 medan Persson tog guld 1991. I både VM 1989 och 1991 mötte Waldner och Persson varandra i finalen.
Under OS 1992 i Barcelona vann Jan-Ove Waldner guld i singel, och tilldelades Svenska dagbladets guldmedalj. Vid OS 2000 i Sydney föll Waldner i finalen mot Kong Linghui medan Persson slutade fyra. Waldner slutade fyra vid OS 2004 i Aten vilket även Persson gjorde vid OS 2008 i Peking. Fyra år senare spelade Persson sitt sjunde och sista OS-framträdande i OS 2012 i London som 46-åring.
Svenskarna dominerade även EM i bordtennis mellan 1982 och 2000. Av de tio mästerskapen som spelades under denna tid vann svenska spelare sju guld i singel. Mikael Appelgren tog guld (1982, 1988, 1990), Ulf Bengtsson (1984), Jörgen Persson (1986), Jan-Ove Waldner (1996) och Peter Karlsson (2000). Dessutom tog Sverige sju lagguld (1980, 1986, 88, 1990, 1992, 1996, 2000, 2002) mellan 1980 och 2002.

## Fotboll

### 1948–1958
Den klart främsta tiden för Sveriges herrlandslag i fotboll inleddes med OS-guldet i 1948 i London och fortsatte med brons under VM 1950 i Brasilien och brons under OS 1952 i Helsingfors. Man tog även silver vid VM 1958 i Sverige. Under denna tid kom det fram en lång rad spelare födda mellan 1916 och 1935 där flera gjorde som Gunnar Nordahl och blev utlandsproffs, de flesta i italienska Serie A. Förutom honom var de främsta spelarna Gunnar Gren, Nils Liedholm, Lennart "Nacka" Skoglund, Kurt Hamrin, Hans Jeppson och Agne Simonsson.

#### OS 1948
Efter Sveriges OS-guld 1948 försvann Nordahl till AC Milan och blev därmed landets första utlandsproffs. Efter honom följde Gunnar Gren, Nils Liedholm, Henry "Garvis" Carlsson, Knut Nordahl, Sune "Mona-Lisa" Andersson, Kjell Rosén, Stellan Nilsson, Pär Bengtsson och Bertil Nordahl från OS-laget som dessutom innehöll spelare som Erik Nilsson, Torsten Lindberg och Birger Rosengren.

#### VM 1950
Svenska Fotbollförbundet hade slagit fast att proffsen framöver var utestängda från landslagsspel. Detta gjorde att laget vid VM 1950 i Brasilien var utan sina främsta spelare. Trots detta tog man brons, vilket gjorde att fler spelare fick chansen utomlands, däribland: Lennart "Nacka" Skoglund, Hans Jeppson, Bror Mellberg, Calle Palmér, Gunnar Johansson, Stig "Vittjärv" Sundqvist, Ingvar Gärd och Börje Tapper.

#### 1950-talets mellanperiod
Svenskarnas framfart i Europa öppnade fler dörrar för landsmännen utomlands. Detta bidrog till att Sverige missade VM 1954 i Schweiz och spelare som Arne Selmosson, Ivar Eidefjäll, Gunnar "Säffle" Andersson, Kurt Hamrin, Yngve Brodd, Dan Ekner, Bengt ”Julle” Gustavsson, Sigge Löfgren, Egon "Atom-Egon" Johnsson, Bengt Lindskog och Torbjörn Jonsson försvann alla från Sverige.
I Allsvenskan fanns dessutom profiler som Egon "Todde" Jönsson, Lennart Samuelsson, Kalle "Rio-Kalle" Svensson, Nils-Åke "Kajan" Sandell, Åke ”Bajdoff” Johansson, Reino Börjesson, Prawitz Öberg, Sven Axbom, Sigge Parling, Gösta ”Knivsta” Sandberg, Gösta Löfgren, Sylve Bengtsson, Bengt ”Fölet” Berndtsson, Henry Källgren och Bertil "Bebben" Johansson.

#### VM 1958

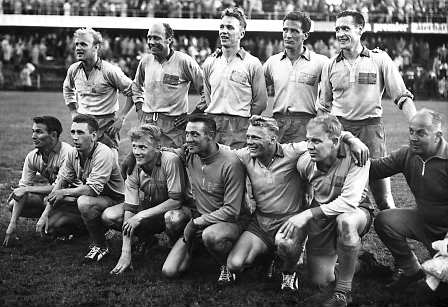
Sveriges silvermedaljörer i VM 1958, inför finalmatchen mot Brasilien.

Så sent som en månad inför VM 1958 på hemmaplan var alla utlandsproffs fortfarande utestängda från landslagsspel. Knaggliga resultat gjorde att man till slut beslutade att ta in de fem Italien-proffsen Kurt Hamrin, Lennart "Nacka" Skoglund, Bengt "Julle" Gustavsson, Nils Liedholm och Arne Selmosson förutom ex-proffset Gunnar Gren, medan Bengt Lindskog inte gick att få lös på grund av hans övergång till Inter. Proffsens hemkomst gav resultat då Sverige nådde final där man föll mot Brasilien.
Framgången i VM gjorde att Agne Simonsson och Orvar Bergmark värvades av Real Madrid respektive Roma innan denna era av oöverträffad framgång tog slut under det mästerskapslösa 60-talet.

### 1970-talet
Under Orvar Bergmarks ledning nådde landslaget till slut VM 1970 i Mexiko, tolv år efter det senaste mästerskapet. Laget var byggt på en ny generation spelare födda mellan 1941 och 1946 bestående av främst av Ove Kindvall, Bo Larsson, Tommy Svensson, Roger Magnusson, Björn Nordqvist, Leif Eriksson, Örjan Persson och Ove Grahn. Andra kända namn var Kurt Axelsson, Inge Ejderstedt, Thomas Nordahl, Roland Grip, Roland Sandberg, Tom Turesson, Krister Kristensson, Inge Danielsson, Janne Olsson, Hans Selander, Jan Olsson, Claes Cronqvist, Kent Karlsson.
Trots denna gyllene generation och att Sverige nämndes som en medaljkandidat åkte ett mästerskapsovant lag ut redan i gruppspelet. Istället kom framgångarna under VM 1974 i Västtyskland med en ny generation född mellan 1949 och 1953 med spelare som Ralf Edström, Ronnie Hellström, Conny Torstensson, Björn Andersson och Benno Magnusson. Ytterligare spelare från denna generation är Roy Andersson, Olle Nordin, Anders Linderoth, Roland Andersson, Benny Wendt, Thomas Sjöberg, Sanny Åslund, Lennart Larsson, Janne Möller, Hasse Borg, Thomas Ahlström, Jörgen Augustsson, Tore Cervin och Conny Karlsson.

### Generation 1 – 1971
En stark årgång av spelare födda 1971 spelade final i U21-EM 1992 och nådde OS 1992. På seniornivå var man bidragande till framgångarna i EM 1992 och VM 1994.
- Patrik Andersson, Henrik Larsson, Joachim Björklund, Håkan Mild, Niclas Alexandersson, Johan Mjällby, Jonny Rödlund, Magnus ”Ölme” Johansson, Filip Apelstav, Jesper Jansson, Pascal Simpson, Morgan Nilsson.

#### Generation 2 – 1976–1977
Nästa generation föddes 1976–1977 och spelade kvartsfinal i U21-EM 1998. Därefter spelade etablerade man sig i landslaget till EM 2000 och VM 2002.
- Fredrik Ljungberg, Olof Mellberg, Anders Svensson, Daniel Andersson, Daniel Majstorovic, Yksel Osmanovski, Petter Hansson, Karl Corneliusson, Eddie Gustafsson, Fredric Lundqvist, Tommy Jönsson, Martin Åslund, Erik Wahlstedt, Stefan Selakovic, Max von Schlebrügge, Jeffrey Aubynn.

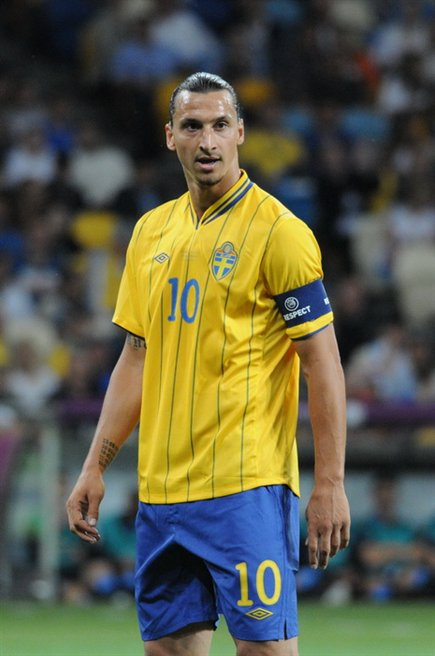
Zlatan Ibrahimović.

#### Generation 3 – 1981–1982
Zlatan-generationen föddes 1981–1982 var till stora delar centrerad till Djurgården där man vann flera SM-guld under början på 2000-talet. Man spelade semifinal i U21-EM 2004, spelade EM 2004 och VM 2006.
- Zlatan Ibrahimović, Andreas Isaksson, Kim Källström, Johan Elmander, Markus Rosenberg, Per Nilsson, Mikael Dorsin, Mikael Antonsson, Johan Wiland, John Alvbåge, Tobias Hysén, Stefan Ishizaki, Lasse Nilsson, Matias Concha.

#### Generation 4 – 1985–86
En ny generation som slog igenom i Blågult föddes 1985–1986. Man kom fram under slutet av 00-talet och nådde semifinal i U21-EM 2009. Mästerskapsdebuterade gjorde man i EM 2012.
- Andreas Granqvist, Sebastian Larsson, Mikael Lustig, Ola Toivonen, Pontus Wernbloom, Marcus Berg, Behrang Safari, Rasmus Bengtsson, Oscar Wendt, Viktor Elm, Pär Hansson, Erkan Zengin, Gustav Svensson, Mattias Bjärsmyr, Petter Andersson, Johan Dahlin.

#### Generation 5 – 1992–94
Generationen av spelare födda från 1992–1994 var med när Sveriges U21-landslag vann U21-EM 2015 efter finalseger mot Portugal. Några av spelarna fanns med i truppen till EM 2016 medan fler fick chansen i VM 2018 när Sverige nådde kvartsfinal.
- Victor Nilsson Lindelöf, Ludwig Augustinsson, John Guidetti, Robin Quaison, Viktor Claesson, Oscar Hiljemark, Isaac Kiese Thelin, Filip Helander, Emil Krafth, Ken Sema, Oscar Lewicki, Branimir Hrgota, Alexander Milošević, Alexander Fransson, Patrik Carlgren, Abdul Khalili, Mikael Ishak, Nicklas Bärkroth, Sam Larsson, Kristoffer Peterson, Simon Thern, Simon Tibbling, Sebastian Holmén, Pa Konate, David Moberg Karlsson.

#### Sveriges ungdomslandslag
Det svenska U17-landslaget bestående av spelare födda 1996 nådde under Roland Larssons ledning först semifinal i U17-EM 2013 och tog sedan brons i U17-VM 2013. Bland spelarna i denna årgång finns Valmir Berisha, Gustav Engvall, Isak Ssewankambo, Carlos Strandberg, Sixten Mohlin, Linus Wahlqvist, Elias Andersson, Noah Sonko Sundberg, Gentrit Citaku, Rinor Nushi, Sebastian Ramhorn, Johan Ramhorn, Anton Jönsson Salétros, Erdal Rakip och 98:an Ali Suljić.

### Sveriges damlandslag
Sveriges damer nådde stora framgångar under början av 2000-talet med en grupp spelare födda mellan 1975 och 1979 där de flesta tillhörde Umeå IK eller Älvsjö/Djurgården. Med profiler som Hanna Ljungberg, Malin Moström, Victoria Sandell Svensson, Hanna Marklund, Therese Sjögran och Tina Nordlund tog man silver i EM 2001 och VM 2003. I OS 2004 kom man på fjärde plats. Fler spelare födda dess år var:
- Caroline Jönsson, Frida Östberg, Karolina Westberg, Jane Törnqvist, Anna Sjöström, Sara Larsson, Ulla-Karin Thelin, Salina Olsson, Linda Fagerström, Therese Lundin, Sara Call.

## Friidrott

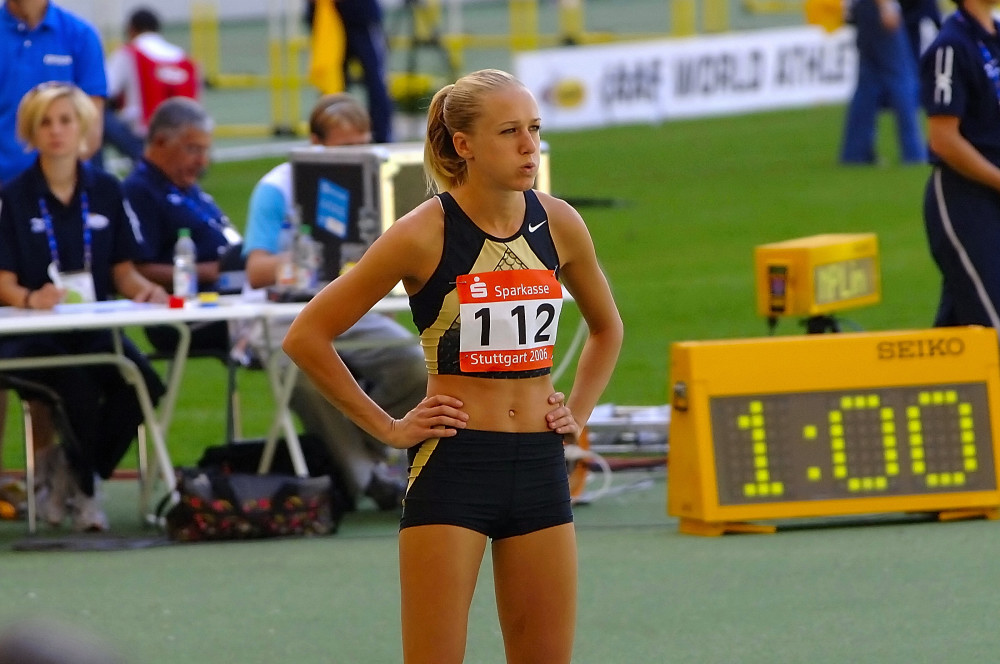
Bergqvist i Stuttgart 2006.

Under det tidiga 2000-talet hade svensk friidrott sina mest framgångsrika dagar i modern tid. Med utövare födda mellan 1976–1983 som Kajsa Bergqvist, Stefan Holm, Christian Olsson och Carolina Klüft tog man hem ett flertal guldmedaljer på OS, EM och VM.
Dessutom var andra aktiva ofta högt uppe i resultatlistorna med medaljer som resultat i bästa fall såsom systrarna Susanna och Jenny Kallur, Staffan Strand, Patrik Kristiansson, Robert Kronberg, Mustafa Mohamed, Johan Wissman, Camilla Johansson, Magnus Arvidsson, Niklas Arrhenius och Alhaji Jeng.

## Golf

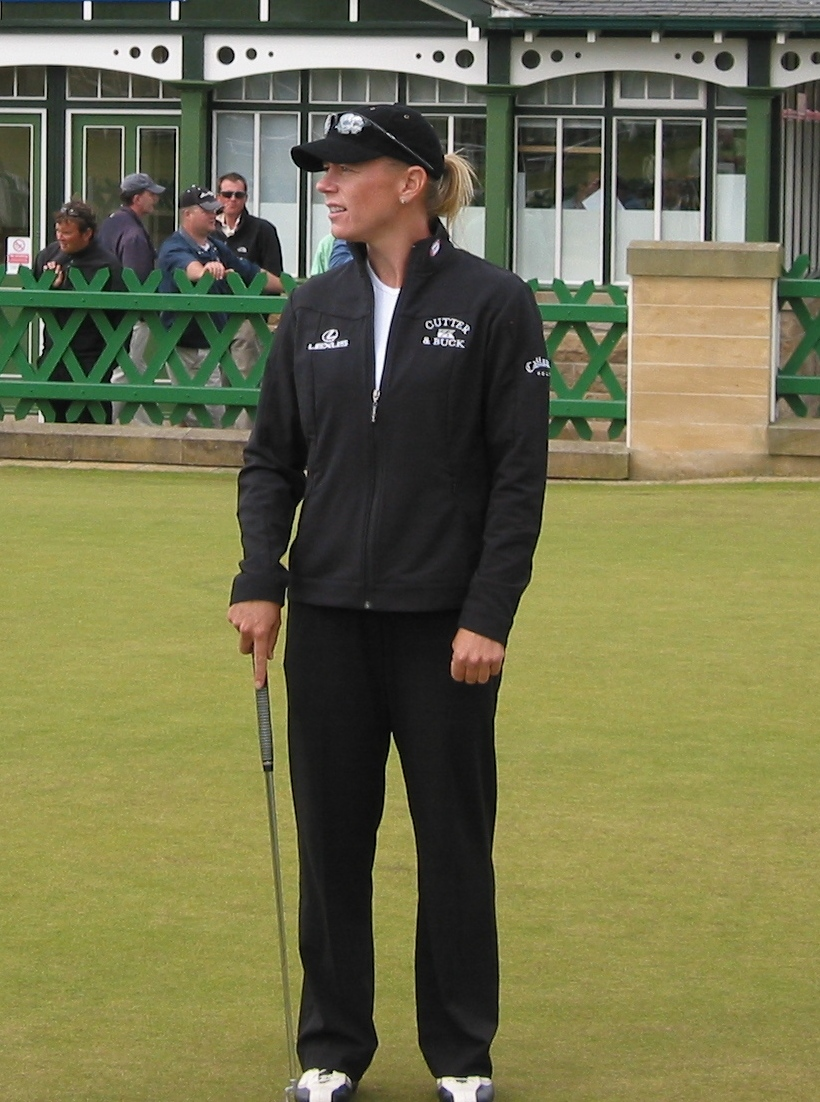
Annika Sörenstam i St Andrews, Storbritannien, den 30 juli 2007.

Mellan åren 1965 och 1973 föddes en rad framgångsrika svenska kvinnliga golfspelare, som från sent 1980-tal skördade internationella framgångar. Liselotte Neumann var först ut när hon som första svenska vann en major. Detta skedde år 1988 i US Womens Open som hölls på Baltimore Country Club i Maryland. 1993 segrade Helen Alfredsson i Nabisco Dinah Shore, med två slag.
De största framgångarna nådde Annika Sörenstam som efter segern i US Womens Open 1995 vunnit totalt tio majors. Förutom Neumann och Alfredsson hade Sörenstam sällskap av Maria Hjorth, Charlotta Sörenstam, Sophie Gustafson, Catrin Nilsmark och Carin Koch på LPGA-touren.
Flera av dessa spelare var med i Europas Solheim Cup-lag under slutet av 1990-talet och början av 2000-talet.

## Handboll
Sveriges herrlandslag i handboll blev under Bengt Johanssons ledning känt som "Bengan Boys" tack vare en tolv år lång framgångsera som startade efter VM-guldet 1990 och pågick fram till 2002. Under dessa år tog Sverige två VM-guld och fyra EM-guld, tre OS-silver, två VM-silver och tre VM-brons.
Lagets kärna föddes mellan 1960 och 1966 där de tre 64:orna Magnus Wislander, Staffan Olsson och Ola Lindgren samt 66:an Magnus Andersson fanns med under hela eran. Övriga spelare födda under dessa år var främst Per Carlén, Erik Hajas, Pierre Thorsson, Thomas Sivertsson, Robert Hedin, Magnus Cato och 68:an Tomas Svensson.
Under mitten av 90-talet skedde en generationsväxling då när yngre spelare som Stefan Lövgren, Peter Gentzel, Ljubomir Vranjes, Martin Frändesjö, Johan Petersson, Andreas Larsson, Martin Boquist och Mathias Franzén etablerade sig i laget istället för Carlén, Hajas, Thorsson och Mats Olsson.
Framgångseran slutade vid guldet på hemmaplan i EM 2002 som säkrades efter en dramatisk final mot Tyskland som gick till förlängning och slutade 33–31 (26–26 efter ordinarie tid) inför en fullsatt Globen.

## Ishockey

### Sveriges herrlandslag

#### 1970–1975
Sveriges herrlandslag bestod från mitten av 1990-talet till OS 2006 i Turin av flera spelare födda från 1970 och framåt som skördade stora framgångar i NHL med Peter Forsberg, Nicklas Lidström, Mats Sundin, Daniel Alfredsson och Markus Näslund som de mest kända spelarna. Inför varje mästerskap gick snacket om att den gyllene generationen skulle leda Sverige till en mästerskapsseger. Dessa spelare utgjorde ryggraden i Tre Kronor från World Cup 1996 och fram till OS-guldet i Turin 2006.

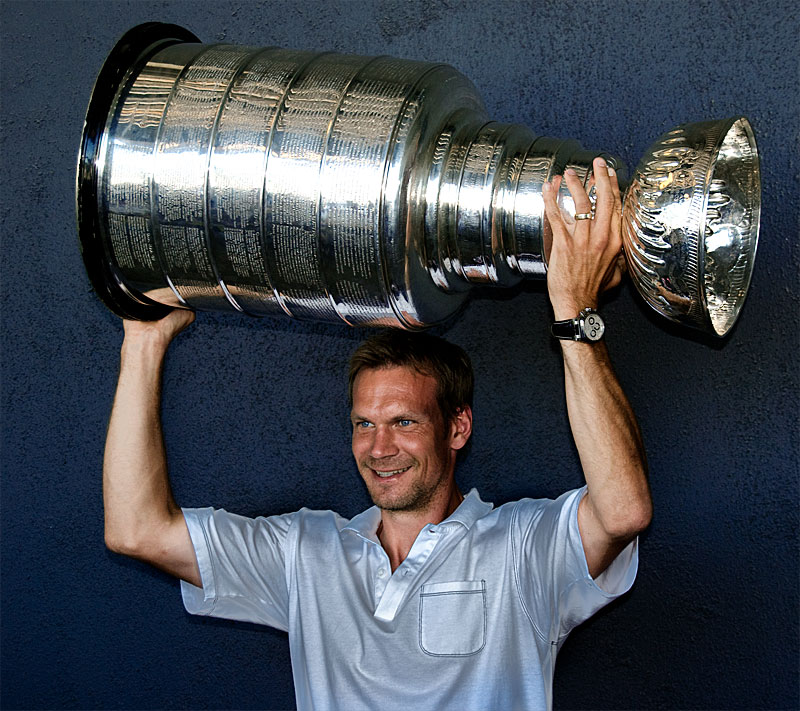
Nicklas Lidström vann Stanley Cup fyra gånger.

- 1970: Nicklas Lidström, Patrik Juhlin, Christer Olsson, Ronnie Sundin.
- 1971: Mats Sundin, Tommy Salo, Marcus Ragnarsson, Magnus Arvedson, Niklas Andersson.
- 1972: Daniel Alfredsson, Mikael Renberg, Michael Nylander, Mattias Norström, Jörgen Jönsson, Andreas Dackell, Jonas Höglund.
- 1973: Peter Forsberg, Markus Näslund, Tomas Holmström, Niclas Hävelid, Johan Hedberg, Andreas Johansson, Hans Jonsson, Fredrik Bremberg, Andreas Salomonsson, Magnus Johansson.
- 1974: Kenny Jönsson, Fredrik Modin, Mats Lindgren, Mattias Timander, Mathias Johansson, Tommy Westlund, Peter Nordström.
- 1975: Niklas Sundström, Per-Johan Axelsson, Dick Tärnström, Anders Eriksson, Andreas Lilja, Niclas Wallin, Per Svartvadet, Andreas Karlsson.

#### 1931–1936
Även tidigare har Tre Kronor haft upplagor som bestått av gyllene generationer. När man tog hem sitt andra VM-guld 1957 var det med hjälp av en generation spelare född 1931–1936 där de tre 31:orna Lasse Björn, Sven Tumba och Roland Stoltz var viktiga för Djurgårdens framgångar under 1950-talet. Övriga spelare var:
- Vilgot Larsson, Hans Svedberg, Sigurd "Sigge" Bröms, Hans Eriksson, Lars-Eric Lundvall, Ronald "Sura-Pelle" Pettersson, Nils "Dubbel-Nisse" Nilsson, Hans "Tjalle" Mild och Gert Blomé.[15]

#### 1950–1952
Under mitten av 1970-talet började svenskar att etablera sig som NHL-proffs. Börje Salming var den mest framgångsrike men flera andra spelare födda 1950–1952 hade fina karriärer i Nordamerika.
- Anders Hedberg, Ulf "Lill-Pröjsarn" Nilsson, Willy Lindström, Lars Lindgren, Anders Kallur, Björn "Böna" Johansson, Per-Olov Brasar, Lars-Erik Ridderström, Jan Helander, Kent-Erik Andersson, Hardy Åström, Dan Labraaten, Martin Karlsson, Lars-Gunnar "Krobbe" Lundberg, Kjell-Arne Vikström, Ulf Weinstock, Rolf Edberg, Per Lundqvist.[16]

#### 1958–1961
Efter svenskarnas intåg i NHL kom en ny generation fram, bestående av spelare födda mellan 1958 och 1961. Deras största framgångar i Tre Kronor var finalplatsen i Canada Cup 1984 och VM-guldet 1987 med spelare som:
- Håkan Loob, Mats Näslund, Thomas Steen, Pelle Lindbergh, Bengt-Åke Gustafsson, Patrik Sundström, Peter Sundström, Tomas Jonsson, Kjell Samuelsson, Thomas Eriksson, Mats Thelin, Michael Thelvén, Anders Eldebrink, Rolf Ridderwall, Mats Hallin, Håkan Södergren, Tommy Samuelsson, Anders ”Masken” Carlsson, Lars-Gunnar Pettersson, Thomas Rundqvist.[16]

#### 1980–1982
Tillsammans med 70-talisterna kunde Sverige till slut vinna ett OS-guld. Detta skedde med en ny generation födda under början av 1980-talet som även var bidragande till VM-gulden 2006 och 2013. Några av spelarna födda mellan 1980 och 1982 är:
- Henrik Zetterberg, Henrik Lundqvist, Henrik Sedin, Daniel Sedin, Niklas Kronwall, Johnny Oduya, Douglas Murray, Christian Bäckman, Stefan Liv, Mattias Weinhandl, Tony Mårtensson, Viktor Fasth, Rickard Wallin, Jimmie Ölvestad, Joel Lundqvist, Jimmie Ericsson, Staffan Kronwall.[17]

#### 1990–1994
Sveriges senaste gyllene generation föddes under början av 1990-talet och spelarna var framgångsrika i Juniorkronorna vid junior-VM under flera år. Bäst gick det för 92:orna som vann JVM 2012 efter att Mika Zibanejad avgjort finalen mot Ryssland efter förlängning. Flera av dessa spelare gick högt i NHL-drafterna och fanns med vid OS i Sotji 2014.
Mest framgångsrika årgången så här långt är de födda 1990 där Erik Karlsson, Victor Hedman, Marcus Krüger, Marcus Johansson, Jacob Markström, Jakob Silfverberg, Mattias Tedenby, Anders Nilsson, Melker Karlsson, David Rundblad och Mattias Ekholm alla prövat spel i NHL.
Därefter följde 91:orna med: Oliver Ekman-Larsson, Magnus Pääjärvi, Robin Lehner, Tim Erixon, Jacob Josefson, Calle Järnkrok, Anton Lander, Oscar Lindberg och Jesper Fast.
1992: Gabriel Landeskog, Adam Larsson, Mattias Janmark, Johan Larsson, John Klingberg och Erik Gustafsson.
1993: Jonas Brodin, Mika Zibanejad, Rickard Rakell, Viktor Arvidsson, William Karlsson, Linus Ullmark.
1994: Filip Forsberg, Hampus Lindholm, Elias Lindholm, Oscar Dansk, Oscar Sundqvist, Alexander Wennberg, André Burakovsky.
Stora delar av dessa spelare har guld ifrån antingen 2013, 2017 eller 2018. Vissa av dessa spelare har även vunnit Stanley Cup, som exempelvis André Burakovsky och Marcus Krüger.

### Ångermanlands TV-pucklag
Ångermanlands vinnarlag från 1988 års upplaga av TV-pucken räknas som den mest meriterade upplagan någonsin. Årgången född 1973 inkluderade de blivande NHL-spelarna Peter Forsberg, Markus Näslund, Hans Jonsson och Andreas Salomonsson. Magnus Wernblom, Fredrik Bergqvist, Sacha Molin och Henrik Gradin nådde alla spel i SHL med Modo medan målvakten Magnus Powell blev fotbollsspelare på allsvensk nivå. 1974 föddes Mattias Timander och Anders Söderberg. 1975 föddes Niklas Sundström, Per Svartvadet, Anders Eriksson (född i Hälsingland) och Conny Strömberg som alla spelade för Modo. Alla utom Söderberg och Strömberg gjorde dessutom karriärer i NHL.

## Kanotsport
Efter andra världskrigets slut hade Sverige en rad kanotister aktiva på högsta nivå. Mest framgångsrik av alla var Gert Fredriksson som med sex OS-guld och sju VM-guld är en av tidernas främsta inom sporten. Förutom Fredriksson deltog en hel rad svenskar i kanotmästerskapen under efterkrigsåren.
- Lennart Klingström, Lars Helsvik, Hans Berglund, Sven-Olov Sjödelius, Hans Wetterström, Gunnar Åkerlund, Henry Pettersson, Berndt Haeppling, Arne Jansson, Ingemar Hedberg, Verner Wettersten, Lars Glassér, Gunnar Johansson, Ingemar Andersson, Bengt Backlund, Rolf Fjellmann, Sigvard Johansson, Karl-Erick Björk, Per-Olav Olsson, Einar Pihl, Stig Andersson, Carl-Åke Ljung, Bert Nilsson, Bengt Linfors, Valter Wredberg, Karl Andersson, Harry Johansson, Carl Sundin, Rolf Fjellman, Ebbe Frick, Ragnar Heurlin, Harry Lindbäck, Rune Blomqvist, Carl-Åke Ljung.

## Längdskidåkning
De svenska herrarna nådde stora framgångar under slutet av 1980-talet och början av 1990-talet med en gyllene generation av åkare födda mellan 1956 och 1963. Thomas Wassberg och Gunde Svan var främsta åkarna tillsammans med Torgny Mogren. Dessutom fanns Janne Ottosson, Christer Majbäck, Thomas Eriksson, Sven-Erik Danielsson och Anders Larsson med i spåren under mästerskapen plus 54:an Benny Kohlberg.
Under vinter-OS 1984 i Sarajevo och 1988 i Calgary vann man guld i stafetten där Wassberg och Svan tog fyra OS-guld var, stafetterna inkluderade, plus tre respektive sju VM-guld. Mogren vann fyra VM-guld medan Eriksson tog ett.

## Simning
Under förbundskapten Hans Chrunaks ledning för det svenska simlandslaget från 1991–2000 uppnåddes stora framgångar. De svenska simmarna tog då 182 mästerskapsmedaljer, mycket tack vare en generation kvinnliga simmare födda 1976–1980. Therese Alshammar var det främsta namnet och hon bildade ett starkt lag i kappsimning med Anna-Karin Kammerling, Emma Igelström, Johanna Sjöberg, Josefin Lillhage, Malin Svahnström och Louise Jöhncke. Maria Östling och Lotta Wänberg förekom även på mästerskapen.

## Tennis

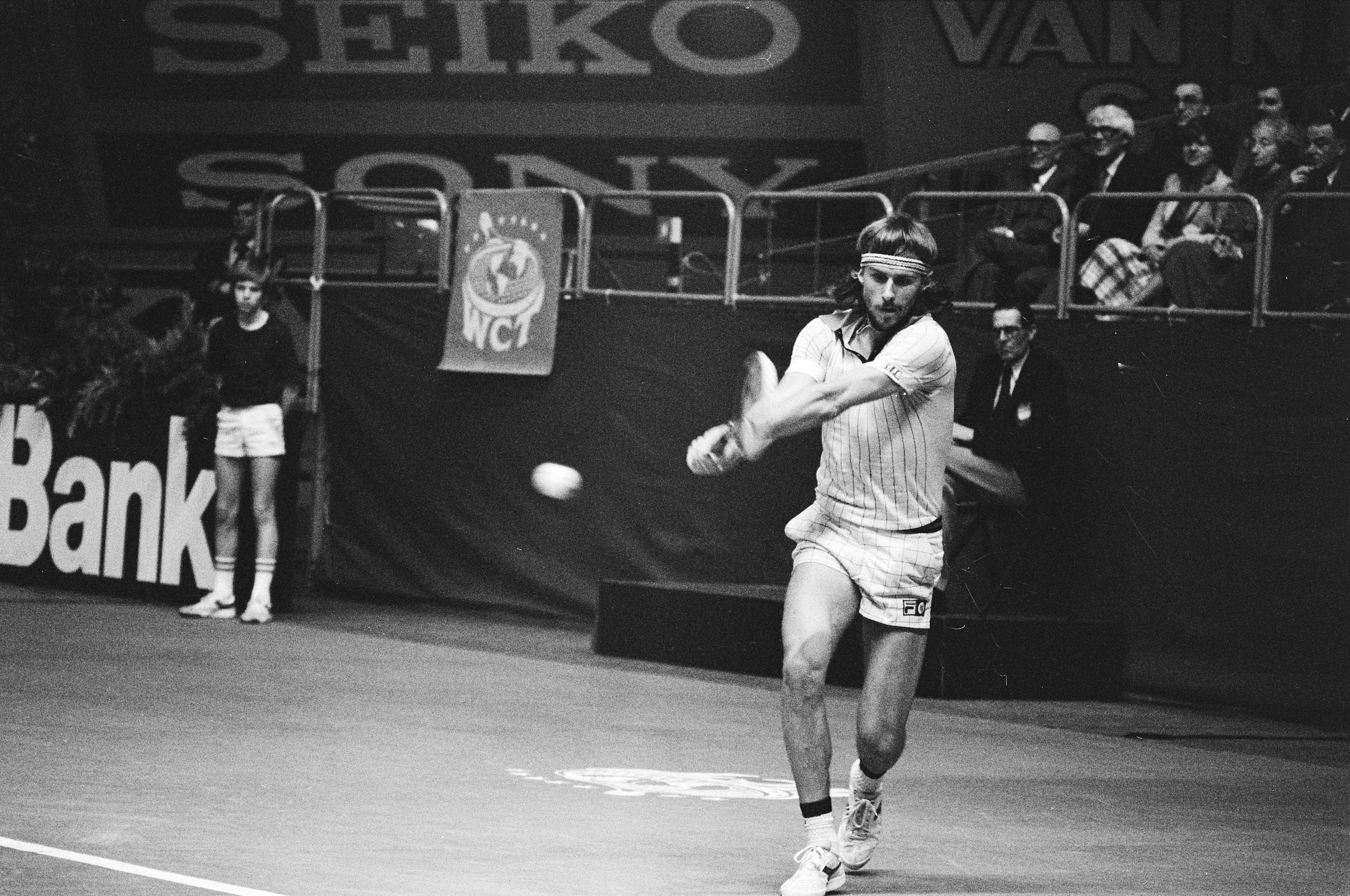
Björn Borg, 1979, med sin typiska dubbelfattade backhand.

Under 1980-talet efter Björn Borgs framgångar fick Sverige fram ett antal framgångsrika tennisspelare på herrsidan födda mellan 1961 och 1966. Dessa nådde stora framgångar i Davis Cup med segrar 1984, 1985, och 1987, medan man noterades för finalförluster åren 1983, 1986, 1988 och 1989.
Stefan Edberg och Mats Wilander var nådde dessutom positionen som världsetta utöver ett gäng segrar i Grand slam-turneringarna. Övriga spelare var: Anders Järryd, Jan Gunnarsson, Hans Simonsson, Mikael Pernfors, Joakim Nyström, Henrik Sundström, Peter Lundgren och Jonas Svensson.

## Volleyboll
Anders Kristiansson tog över Sveriges herrlandslag i volleyboll under 1980 och började efter hård träning nå resultat under mitten av 1980-talet när man nådde EM 1985 där man kom nia efter en fjortonårig frånvaro från mästerskap. Med en generation spelare född mellan 1963 och 65 kom man fyra i EM 1987 och sjua i OS 1988. Den största framgången kom i EM 1989 i Sverige där man besegrade Sovjetunionen i en klassisk semifinal innan man fick ett silver efter finalförlust mot Italien. Efteråt var man med i mästerskapen fram till VM 1994 och 1996 slutade Kristiansson som förbundskapten. Efteråt har svensk volleyboll aldrig nått några högre höjder.
Några av de mest framträdande spelarna under denna era var: Jan Hedengård, Bengt Gustafsson, Mats Karlsson, Peter Tholse, Per-Anders Sääf, Håkan Björne, Lars Nilsson och Patrik Johansson.

## 81:orna

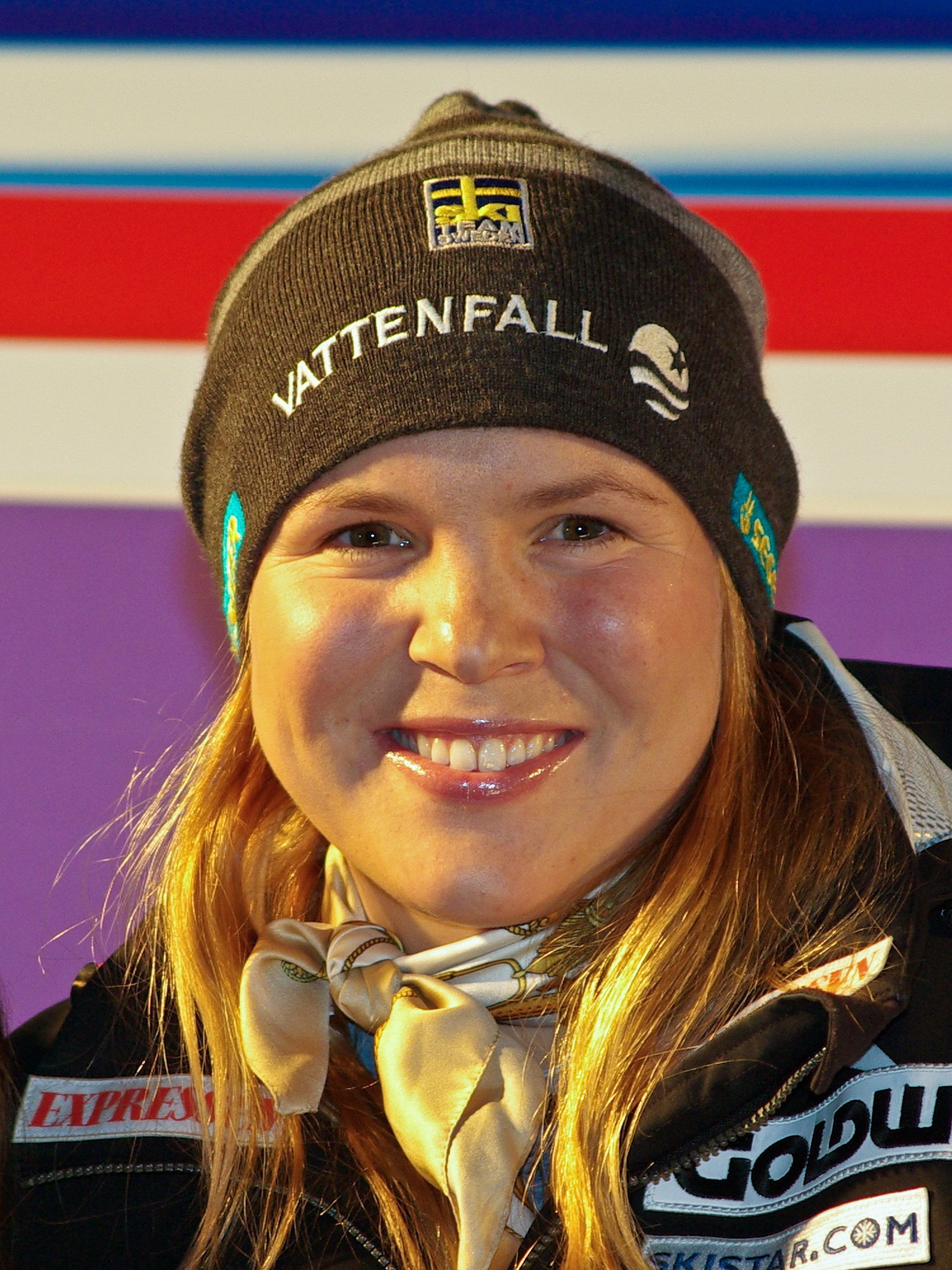
Anja Pärson tilldelades bragdguldet 2006 och 2007.

81:orna kan ses som en efterföljare till 56:orna då ett antal framgångsrika svenska idrottare är födda 1981 där Zlatan Ibrahimović, Anja Pärson, Anna Lindberg och Susanna Kallur är de mest kända namnen.
- Fotbollsspelarna Zlatan Ibrahimović, Andreas Isaksson, Johan Elmander, Johan Wiland, Mikael Antonsson och Mikael Dorsin.
- Friidrottarna Susanna Kallur, Jenny Kallur och Alhaji Jeng.
- Hockeyspelarna Niklas Kronwall och Johnny Oduya.
- Handbollsspelarna Jonas Källman, Tobias Karlsson, Tina Flognman och Matilda Boson.
- Simhopparen Anna Lindberg.
- Skidåkaren Lina Andersson.
- Slalomåkaren Anja Pärson.
- Simmaren Stefan Nystrand.
- Roddaren Frida Svensson.
- Ryttaren Henrik von Eckermann.
- Tennisspelaren Andreas Vinciguerra.
- Skridskoåkaren Johan Röjler.
- Rallycrossföraren Ramona Karlsson.

## 99:orna

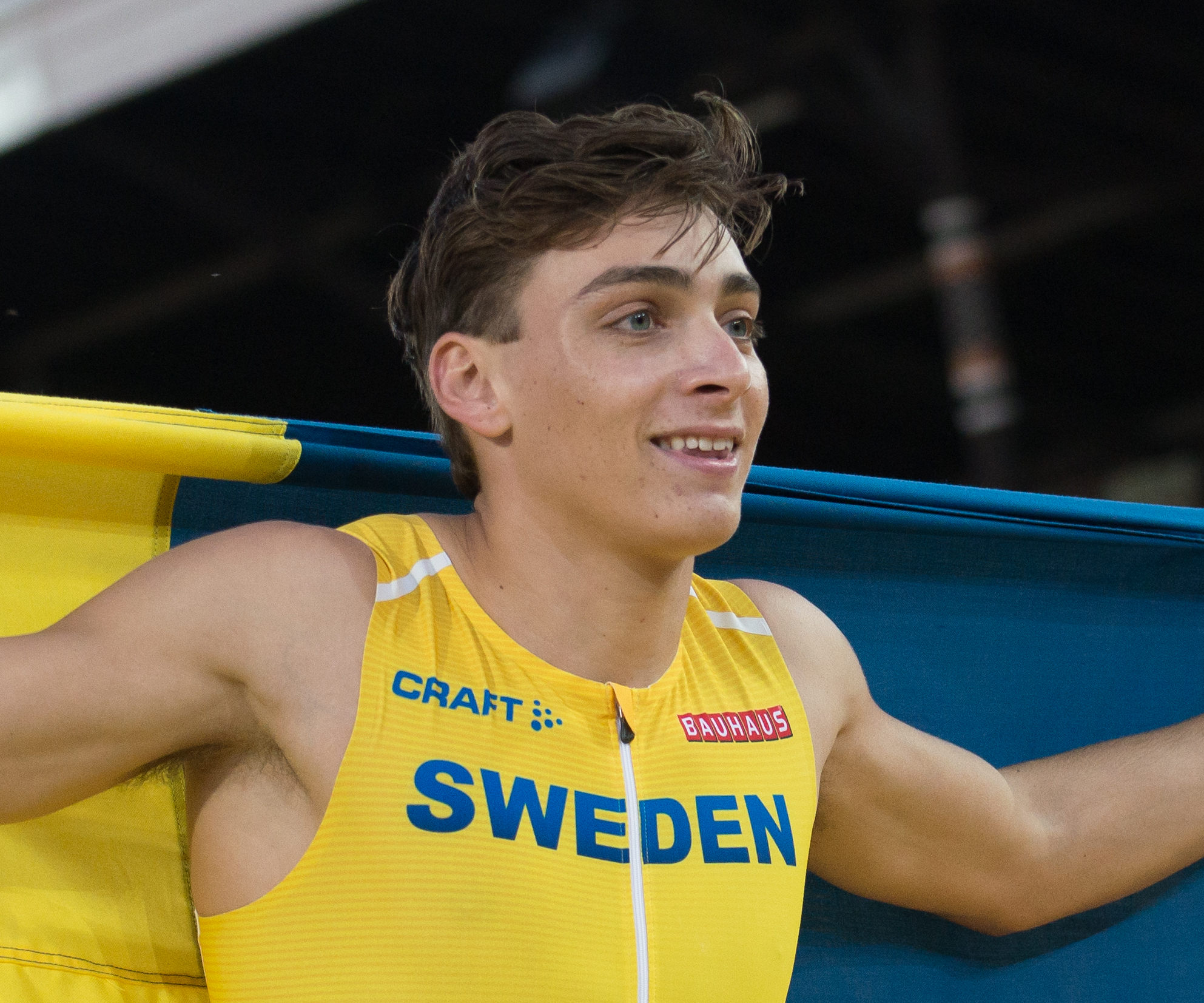
Armand Duplantis har flera gånger lyckats slå världsrekordet i stavhopp.

99:orna har under 2020-talet lyfts fram som svensk idrotts mest talangfulla årgång sedan 56:orna.
- Fotbollsspelaren Alexander Isak.
- Friidrottaren Armand Duplantis.
- Skidåkaren Frida Karlsson.
- Volleybollspelaren Isabelle Haak.
- Skidskytten Elvira Öberg.
- Golfaren Ludvig Åberg.

Andra idrottare födda detta år inkluderar bland annat Linn Svahn, Linn Grant, Maja Stark, Isac Lundeström, Erik Brännström, Timothy Liljegren, Frida Kinhult, Jack Thurin, Karl Wallinius, Loreta Kullashi, Pontus Dahlberg, Joel Asoro, Mattias Svanberg, Anel Ahmedhodžić, Olle Lundqvist, Klara Lundquist, Hanna Olsson, Melina Andersson